# Трулензис
Трулензис е антично занаятчийско и земеделско селище, съществувало на изхода на Искърското дефиле край с.Кунино, Врачанско.

## Име на селището
Името на селището се среща в литературата и като Викус Трулензиум (от лат. vicus – „село“). Останките за пръв път са били посетени и описани от Карел и Херман Шкорпил през 1887 г. които разчитат името „Трулензис“ върху жертвеник. Вацлав Добруски през 1901 г. разчита същото име върху втори жертвеник. Според него „Несъмнено името на селото е тракийско... Трулензис е прилагателно, произведено от Трулос или Трула.“

## Тракийска епоха
Трулензис възниква върху старо неолитно селище в началото на V в. пр. Хр., близо до разработвани в древността кариери за мрамор и варовик. В тази епоха Искърското дефиле е било част от земите, населявани от тракийското племе трибали. Трулензис е разположен върху стръмно, труднодостъпно скално възвишение, което доминира над околността, наричано от местните хора Градището. Към този период са датирани две находки, намерени в развалините:
- варовикова колона с диаметър 30 см и запазена височина 1 м.; на нея има гръцки надпис, посвещение на бог Асклепий и неговите син и дъщеря Телесфор и Хигия.
- варовиков блок със запазени размери 39 х 42 х 70 см.; на лицевата страна има релефни изображения на двама мъже и куче; днес над тях ясно личат гръцките букви ТНРНС и съвременен инвентарен номер 4965. Предполага се, че плочата е посветена на тракийския цар Терес I.
От тези плочи може да се направи извода, че елинизирането на местното тракийско население е било в напреднал етап. Може да се направи и извода, че Трулензис е бил включен в територията на Одриската държава след похода на Ситалк, сина на Терес I, срещу трибалите.

## Римска епоха
През 28 – 29 г. пр. Хр. римският пълководец Марк Лициний Крас (младши) предприема поход срещу трибалите и селището Трулензис е включено в пределите на Римската империя. През II в. е изграден пътят от Ескус до Амфиопол (дн. Кавала) и свързващ Дунав с Бяло море. Пътят е минавал през Искърското дефиле и останки от него (наричани от кунинчани Калдаръмата) личат близо до развалините на Трулензис. Големите строежи при император Траян и по-късно при династията на Северите налагат интензивно разработване на кариерите за мрамор и гранит. Това обстоятелство, съчетано с удобно крайпътно положение, довежда до икономическо процъфтяване на Трулензис. В останките от селището са намерени няколко бронзови монети, сечени от Клавдий II Готски и Константин I Велики, глинено конче – играчка на колеца, както и седем каменни паметника. От тези паметници най-важни за изследване историята на селището са следните:
- четиристенен жертвеник, украсен с изображения на волски глави; на жертвеника се чете следният надпис: „Селяните от Трулензис посветиха на Юпитер, най-добрия и най-великия, за здравето на императора, чрез кметовете Публий Елий Атал и Тит Елий Секунд. Изработено от Агатокъл.“ 
- жертвеник с надпис в осем реда, който гласи: ”На най-добрия и най-великия бог, за здравето на императора, чрез кметовете Белиций, (син на) Валерий, и Мназей, (син на) Полион, въздигнаха този паметник със собствени средства каменоделците Фирмус, син на Антигон, Никострат, син на Демостен, и Зоил, син на Горгий, които са от село Трулензис”. 
- надгробна плоча с размери 162 х 90 х 18 см.; посветена на някой си Зейсес от неговите синове; има изображение на кола с бъчва, впрегната с два вола; плочата е обрамчена с цокъл, по който се вие лоза с едри гроздове. 
- жертвеник, разделен на четири части; в първото поле има легло, във второто – съд за вода; в четвъртото изображение на волска кола с натоварена бъчва, а в четвъртото се чете надписа: „...уловен и пленен от варварите и освободен от заробване от готите...” 
От тези плочи може да се направи извода, че основен поминък за жителите на Трулензис са били каменоделството и лозарството. Латински имена носят само представителите на властта, т.е. не бихме могли да говорим за напреднала романизация. Последният надпис свидетелства, че селището е било нападнато от готите при тяхното нашествие през 251 г.
Отново готите разрушават Трулензис в края на IV век. Този път окончателно.